# Palaemon (geslacht)
Palaemon is een geslacht van garnalen uit de familie van de steurgarnalen (Palaemonidae).

## Soorten
- Palaemon (Eupalaemon) idae
- Palaemon (Eupalaemon) sundaicus
- Palaemon adspersus Rathke, 1837 (roodsprietgarnaal)
- Palaemon affinis H. Milne-Edwards, 1837
- Palaemon capensis (De Man in M. Weber, 1897)
- Palaemon concinnus Dana, 1852
- Palaemon curvirostris Nguyên, 1992
- Palaemon debilis Dana, 1852
- Palaemon dolospinus Walker & Poore, 2003
- Palaemon elegans Rathke, 1837 (gewone steurgarnaal)
- Palaemon floridanus Chace, 1942
- Palaemon gladiator Holthuis, 1950
- Palaemon gracilis (Smith, 1871)
- Palaemon gravieri (Yu, 1930)
- Palaemon guangdongensis Liu, Liang & Yan, 1990
- Palaemon hancocki Holthuis, 1950
- Palaemon intermedius (Stimpson, 1860)
- Palaemon khori De Grave & Al-Maslamani, 2006
- Palaemon litoreus (McCulloch, 1909)
- Palaemon longirostris H. Milne-Edwards, 1837 (langneussteurgarnaal)
- Palaemon macrodactylus Rathbun, 1902 (rugstreepsteurgarnaal)
- Palaemon maculatus (Thallwitz, 1892)
- Palaemon miyadii (Kubo, 1938)
- Palaemon northropi (Rankin, 1898)
- Palaemon ogasawaraensis Kato & Takeda, 1981
- Palaemon ortmanni Rathbun, 1902
- Palaemon pacificus (Stimpson, 1860)
- Palaemon paivai Fausto Filho, 1967
- Palaemon pandaliformis (Stimpson, 1871)
- Palaemon paucidens De Haan, 1844
- Palaemon peringueyi (Stebbing, 1915)
- Palaemon peruanus Holthuis, 1950
- Palaemon powelli Ashelby & De Grave, 2009
- Palaemon ritteri Holmes, 1895
- Palaemon semmelinkii (De Man, 1881)
- Palaemon serenus Heller, 1862
- Palaemon serratus (Pennant, 1777) (gezaagde steurgarnaal)
- Palaemon serrifer (Stimpson, 1860)
- Palaemon sewelli (Kemp, 1925)
- Palaemon tenuidactylus Liu, Liang & Yan, 1990
- Palaemon varians Leach, 1813 (brakwatersteurgarnaal)
- Palaemon vicinus Ashelby, 2009
- Palaemon xiphias Risso, 1816
- Palaemon yamashitai Fujino & Miyake, 1970